# Соболь Спиридон
Спиридон Миронович Соболь (за іншими даними Богданович; в чернецтві — Сильвестр; близько 1580–1590, Могильов — 1645 , Мултани) — слов'янський друкар, просвітитель і літератор. Заснована ним у 1630 у під Оршею Кутеїнська друкарня стала центром білоруського кириличного друкарства. У титульному аркуші Октоїха (1628) вперше у східнослов'янському книгодрукуванні застосував гравюру на міді.

## Біографія
Спиридон Соболь народився в місті Могильові (нині Білорусь). Походив з міщан. Батько Соболя — Богдан Гнатович Соболь був могилівським бурмістром. Соболь володів грецькою і латинською мовами. Навчався в школі Могильовського православного братства і в Київській братській школі.
Викладав у Київській братській школі (в період з 1626 по 1628 очолював її). Перша книга надрукована, ймовірно, вже 1616 році в Могильові. Надалі Соболь прямує до Києва де він, так само як і інший відомий друкар Тимофій Вербицький, отримує допомогу митрополита Іова Борецького у відкритті власної приватної друкарні. З самим Вербицьким Соболь активно співпрацював. Вербицький передав Соболю дошку, що використовувалася Іваном Федоровим у Москві ще при виданні «Апостола» 1564 року.

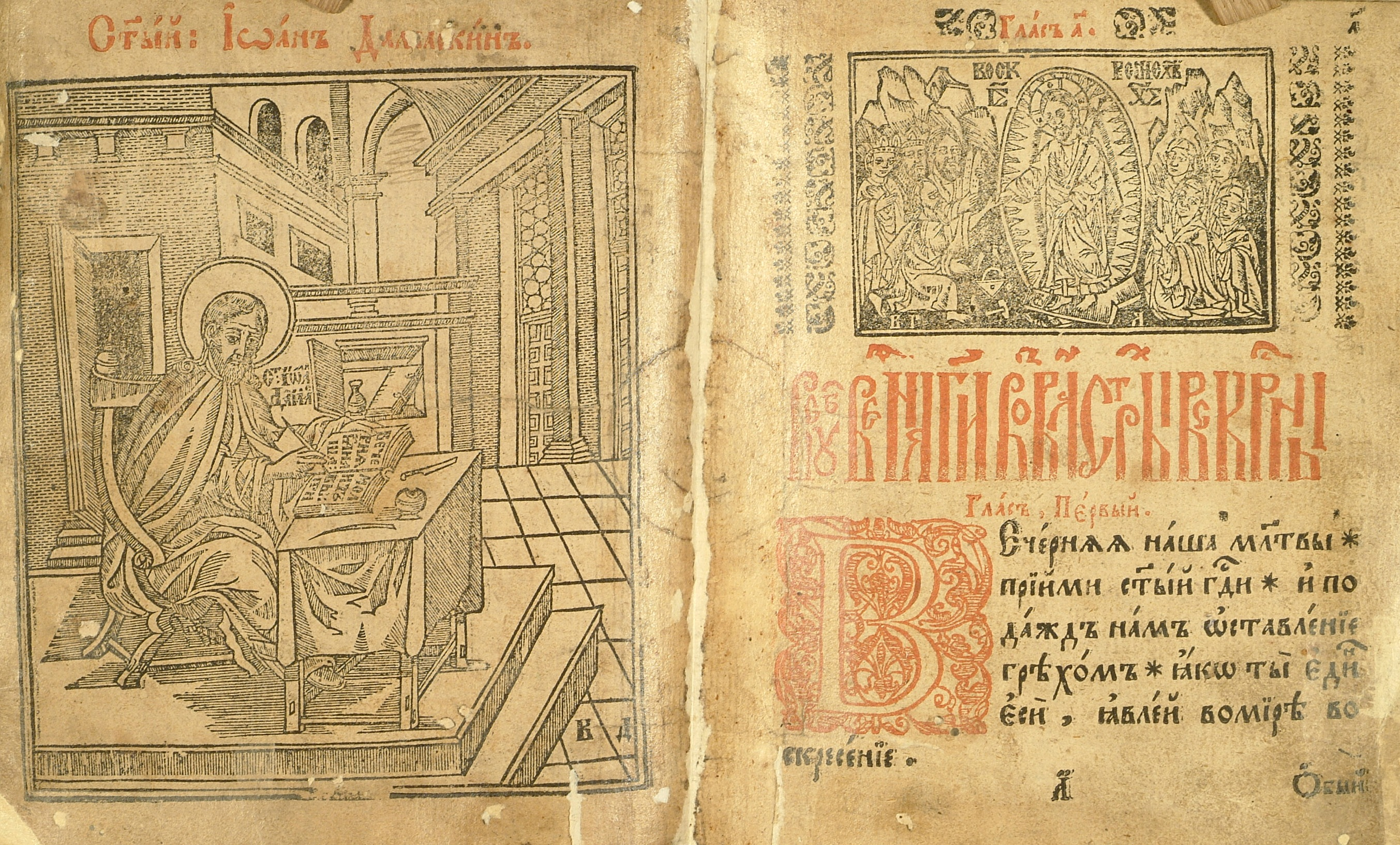
Октоїх, виданий 1629 року Спиридоном Соболем у Києві

У 1628–1630 друкував книги в будинку митрополита Іова Борецького знаходився поблизу Воскресенської церкви на Подолі в Києві. У Києві Соболь надрукував п'ять видань: Лимонарій Іоанна Мосха (1628), Октоїх (1628), Мінею загальну (1628), Октоїх (1629), Апостол (1630). Остання книга видана «коштом і накладом пана Богдана Стеткевича, підкоморія мстиславського», який щойно заснував Кутейнський монастир в маєтку своєму Кутейно. Зі свого друкарнею працював «у дворі» свого покровителя, очевидно, тільки до його смерті (1631).
Подальше друкування книг при монополії лаври, при впливовому і енергійного її архімандриті, яким був Петро Могила, стало неможливим, і Соболь прийняв запрошення Богдана Стеткевича-Завірського перейти на роботу до нього, в Білорусь. Відвідавши в 1630 Київ, Богдан Стеткевич-Завірський ближче ознайомившись з друкарською справою, запросив Спиридона Соболя створити і налагодити роботу друкарні при Кутеїнській лаврі.
З Києва Соболь привіз в Кутейно і частину типографського обладнання: два шрифти разом з кількома десятками великих і малих ініціалів, дві рамки для титульних аркушів, тринадцять дощок-заставок, одна з яких колись належала Івану Федорову, три дошки-кінцівки. Ченцями і майстрами людьми Оршанщини було незабаром виготовлено інше необхідне обладнання друкарні.
У 1631—1632 роках в Кутеїнській друкарні Соболя видані Буквар, Часослов, Молитовник. Пізніше Соболь взявся за перевидання своїх київських видань: Апостола, Октоїха, Лимонарія, вказуючи на титульних сторінках Київ, хоча друкувалися ці книжки в Білорусі.
Першою виданою в Кутейно книгою стало «Брашно Духовне» (1630). У Кутейнському монастирі Спиридону Соболю, головною метою життя якого була просвітницька місія, представилася можливість здійснити свою давню мрію — створити книгу, яка б служила справі пропаганди рідної мови і була головним посібником для початківців вчитися. Такий книгою став його знаменитий кутейнський «Буквар» (повна назва «Буквар сиріч, початок вчення дітям, початківцям читання ізвикаті»), перші екземпляри якого вийшли 1631 року.
Об'єднавши навколо себе освічених ченців, взаємно збагатившись досвідом у галузі друкарства і визначивши подальший напрямок діяльності тутешніх просвітителів, Спиридон Соболь покинув Кутейно. З 1632 ігумен монастирську друкарню очолив Йоїл (Труцевич).
Через деякий час друкар перебирається в містечко Буйничі, недалеко від Могильова де друкує 4 книги, в тому числі «Псалтир» (бл. 1635).
У 1636 він переїхав у Могильов. Тут вийшли його видання 1636–1638 років. У Кутейно та Могильові він перевидав свої київські видання з колишнім виходом.
У 1637 році він відправляється до Москви для того, щоб вести просвітницьку діяльність в самому серці російських земель. Зокрема, Соболь бажає здійснити в Москві переклади богословських книг з грецької мови, а саме головне, відкрити в столиці школу для викладання дітям грецькою, латинською та польською мовами. У 1637 відвідав Москву, де продав В. Ф. Бурцову — Протопопову матриці шрифтів. Проте, всі московські починання Соболя не завершилися вдало. Офіційні влади з крайнім недовірою дивилися на «литовського друкаря». У 1639 році Соболю не дозволено було знову в'їхати в Росію і залишили без будь-якого уваги всі його новаторські пропозиції.
Повернувшись до Києва, Спиридон Соболь постригся в ченці Київського братського монастиря. В останні роки життя був ченцем Києво-Печерської лаври, ймовірно, працював у лаврській друкарні.
Так само, як і у Т. Вербицького діяльність Соболя на останньому етапі життя пов'язана з просвітницькою місією православної церкви в Валахії. Друкар помер в Мултанах в розпал своєї там роботи. Смерть перешкодила Соболю здійснити багато планів, так зокрема він планував відкрити у Львові власну друкарню.
Протягом тривалого часу обладнання та матеріали Спиридона Соболя успішно застосовувалися у багатьох українських, білоруських, російських та румунських друкарнях.

## Родина
Старший син Спиридона Соболя — Євтихій — навчався в Київському колегіумі. Молодший син Соболя — Іван — зайнявся у Москві перекладацькою діяльністю і перекладав книги для Посольського наказу.

## Видання

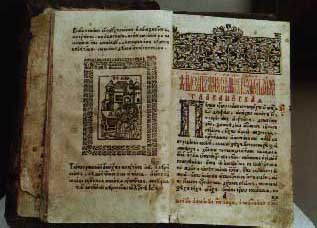
Апостол

Підсумком його двадцятип'ятирічної діяльності стали близько двадцяти видань. Першим київським виданням С. Соболя була збірка легенд і оповідань з життя пустельників під назвою «Лимонарій, сиріч квітник» (1628). Ретельне вивчення «лимонарій» Соболя показало, що під цією датою Соболь, випустив не одне, а два різні набором і прикрасами видання, як це він зробив пізніше і зі своїм Октоїхом 1629 р.
4 з 5 виданих у Києві книг були церковні, «Лимонарій» ж був пам'яткою духовної літератури VII століття. Судячи з перекладу цього твору, Соболь прекрасно знав грецьку і латинську мови. Соболь вважав, що випуск «Лимонарій» буде вкрай корисний для виховання справжнього християнського людини, його подальшого духовного самовдосконалення.
У «Октоїху» 1628 Соболь «вперше в практиці кириличного друкарства ввів гравюри на міді». Ретельність виконання цих гравюр говорить про те, що вони заздалегідь довго виготовлялися спеціально для даного видання.
Крім того, Соболь видав у Києві ще « Мінею загальну» (1628), і « Апостол» (1630). Це видання також має два варіанти. Всього Соболь випустив у Києві сім видань під виглядом чотирьох.

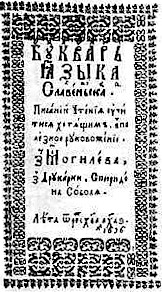
Буквар С. Соболя

Спиридон Соболь «прагнув привчити своїх співгромадян до читання, самостійного роздумів, а також до молитви наодинці». І головною працею Соболя на цьому поприщі став написаний ним буквар. Буквар вийшов двома виданнями — 1634 року в Кутейно і 1636 року в Могильові. Буквар продовжує традиції Івана Федорова у справі початкового навчання грамоти. На жаль, букварі Соболя збереглися лише в одиничних екземплярах, хоча треба думати, вони виходили значними тиражами. На звороті титульного аркуша обох букварів розміщені чудово підібрані з композиційної точки зору гравюри релігійного змісту. Причому, гравюра Букваря 1636 має явно польське походження, що говорить про велику віротерпимості автора та відсутність у нього вся кого релігійного догматизму. Буквар також примітний тим, що вперше в назві букварів згадано те, що він призначений для навчання дітей — «Буквар сиріч початок вчення дітям початківцям читання ізвикаті». До цього моменту всі попередні абетки і букварі спеціально не виділяли того, що вони призначені дітям. Цей факт говорить про те, що Соболь чудово розумів, що навчання й виховання людини треба починати від самого дитинства. Букварі починаються з «Абетки мови й. Славенського», тобто алфавіту, далі йдуть слогосочетанія, докладні поняття граматичних категорій. Соболь уважав на прикладі братських шкіл, що учні повинні добре розбиратися в поезії і тому розмістив в букварях відомості про початковий віршуванні. Для виховання християнської моралі він також ретельно підібрав тексти з Біблії, церковні канони, молитви. Поліграфічно букварі Соболя дуже красиво оформлені, оскільки автор вважав, що естетична привабливість підручників значно збільшить засвоюваність матеріалів. Букварі Соболя мали значний вплив на наступних авторів російських навчальних посібників, особливо на Симеона Полоцького.
Соболь вживав у своїх книгах значна кількість гравюр, красиві і вкрай оригінальні заставки та ініціали з тонким малюнком і зображеннями звірів і птахів. Дошки для гравюр і заставок на замовлення Соболя вирізали майстерні монастирські різьбярі. Крім того, Соболь, часто не маючи коштів для придбання нових дощок, оригінально видозмінював вже існуючі. Він також широко застосовував набірний литий орнамент. Шрифт друкаря — чіткий виразний напівустав, а поєднання чорного і червоного кольорів доведено до цієї гармонії. Соболь з величезним інтересом стежить за книгами, що виходять на Заході, в першу чергу в Польщі, і часто творчо переймає досвід іноземних майстрів. Крім книг для церкви, Соболь друкував букварі, книги для домашньої молитви — «Молитвослов», «Часослов», книги для повчального читання, перекладені з грецької, — «Тестамент царя Василя грецького» і вже згаданий «Лимонарій». Серед його видань також «Брашна Духовне» (бл. 1631), і «Буквар» (1631 і 1636).
Іменем Спиридона Соболя в м. Могильові названа друкарня: «УПКП Могилевська обласна укрупнена друкарня імені Спиридона Соболя». У Орші його ім'ям названа вулиця.
На будівлі Свято-Духівському церкви Кутеїнського монастиря у 1998 році встановлена меморіальна дошка Спиридону Соболю. Автор І. Голубєв.